# Mosze Kelmer
Mosze Kelmer (hebr.: משה קלמר, ang.: Moshe Kelmer, ur. 1 listopada 1901 w Polsce, zm. 11 września 1970) – izraelski polityk, w roku 1949 oraz w latach 1951–1959 i 1963–1965 poseł do Knesetu.

## Życiorys
W wyborach parlamentarnych w 1949 po raz pierwszy dostał się do izraelskiego parlamentu z listy Zjednoczonego Frontu Religijnego, jednak już 11 marca 1949 zrezygnował, a mandat objął po nim Elijjahu Mazur. Nigdy więcej nie zasiadał w Knesecie. Kelmer powrócił do Knesetu w kolejnych wyborach, tym razem z listy Ha-Poel ha-Mizrachi. W 1955 uzyskał reelekcję z listy Narodowej Partii Religijnej. Wybory w 1959 nie przyniosły mu sukcesu. Zasiadał jeszcze przez dwa lata w piątym Knesecie od 2 kwietnia 1963, po śmierci Aharona-Ja’akowa Grinberga.